# Raponella dodecophthalma
 (novembre 2019).
Genre
Espèce
Synonymes
- Probrachystomella dodecophthalma Rapoport & Rubio, 1963

Raponella dodecophthalma, unique représentant du genre Raponella, est une espèce de collemboles de la famille des Brachystomellidae.

## Distribution
Cette espèce est endémique du Chili.

## Étymologie
Ce genre est nommé en l'honneur d'Eduardo Hugo Rapoport.

## Publications originales
- Rapoport & Rubio, 1963 : Fauna colembológica de Chile. Investigaciones Zoológicas Chilenas, vol. 9, p. 95–124.
- Najt, 1988 : Un nouveau genre de Collembola Brachystomellinae du Chili. Nouvelle Revue d'Entomologie (N.S.) vol. 5, no 3, p. 205-208.